# Rhipidura rufiventris
Rhipidura rufiventris е вид птица от семейство Rhipiduridae.

## Разпространение
Видът е разпространен в Австралия, Индонезия, Източен Тимор и Папуа Нова Гвинея.